# Acalypha vincentina
Acalypha vincentina là một loài thực vật có hoa trong họ Đại kích. Loài này được Urb. mô tả khoa học đầu tiên năm 1930.